# 龙螳属
龙螳属（学名：Dracomantis）为螳科的一属昆虫。

## 下属物种
本属包括以下物种：
- 近茎龙螳 Dracomantis mirofraternus Shcherbakov & Vermeersch, 2020[2]